# IsoHunt
O isoHunt era um índice e repositório de arquivos torrent online, onde os visitantes podiam navegar, pesquisar, baixar ou fazer upload de torrents de vários conteúdos digitais, principalmente de natureza de entretenimento. O site foi retirado em outubro de 2013, como resultado de uma ação legal da MPAA; até o final de outubro de 2013, no entanto, dois sites com conteúdo presumivelmente espelhado em isohunt.com foram divulgados na mídia. Um deles - isohunt.to - tornou-se um substituto de fato do site original. Ele não está associado de nenhuma maneira aos funcionários antigos ou proprietários do site e deve ser entendido como uma continuação separada.
Ele se originou em 2003 como site isohunt.com para busca de arquivos IRC e atingiu mais de 13,7 milhões torrents em seu banco de dados e 20 milhões de pares de torrents indexados. Com 7,4 milhões de visitantes únicos. Desde maio de  2006, isoHunt foi um dos mais populares mecanismos de busca BitTorrent. Milhares de torrents foram adicionados e excluídos todos os dias. Os usuários do isoHunt realizam mais de 40 milhões de pesquisas exclusivas por mês. Em 19 de outubro de 2008, o isoHunt passou a marca de 1 petabyte para torrents indexados globalmente. O site foi o terceiro site BitTorrent mais popular Desde 2008. De acordo com o isoHunt, a quantidade total de conteúdo compartilhado era superior a 14,11 petabytes Desde 13 de junho de  2012.
O site chegou ao fim quando as batalhas legais em que o fundador da isoHunt estivera há anos com conglomerados de detentores de direitos de propriedade intelectual sobre alegações de violação de direitos autorais chegaram à tona. Um acordo com a MPAA foi alcançado em 2013, estipulando um reembolso de US $ 110 milhões por danos e o fechamento do site que se seguiu em 21 de outubro de 2013.

## História
O isoHunt foi fundado em janeiro de 2003 por Gary Fung, cidadão canadense. Seu nome é derivado do termo imagem ISO, usado para descrever uma cópia eletrônica de 1: 1 de um disco (geralmente um CD ou DVD).
Em 23 de fevereiro de 2006, a MPAA emitiu um comunicado de imprensa informando que estavam processando o isoHunt por violação de direitos autorais.
Em 2 de setembro de 2009, a isoHunt anunciou o lançamento de um site de spinoff, o hexagon.cc. O objetivo do hexagon.cc era criar um espaço para grupos sociais baseados em determinados nichos compartilharem conteúdo específico relevante para seus interesses. Está em baixo até novo aviso.
No início de 2010, os usuários nos EUA e no sudeste do Canadá foram redirecionados para uma versão simplificada chamada isoHunt Lite, a fim de remover alguns dos fatores usados na determinação da responsabilidade por infração; no entanto, o acesso total foi restaurado no início de 2012.
Em outubro de 2013, a Isohunt anunciou que iria encerrar indefinidamente. Após anos de batalhas judiciais por violação de direitos autorais com a MPAA, Isohunt concordou com um acordo. Sob os termos do acordo, a Isohunt encerrará o site e fechará outros três sites que redirecionam para o domínio Isohunt: Podtropolis, TorrentBox e Edtk-it.com. A Fung também concordou em pagar US $ 110 milhões em danos.
O site foi encerrado em 21 de outubro de 2013, dois dias antes do planejado originalmente, deixando uma mensagem de despedida de Gary Fung que também explicava que a pressa era impedir a atividade de backup - possivelmente a que foi relatada como iniciada pelo ArchiveTeam .

## Clones do IsoHunt
Em 30 de outubro de 2013, duas semanas após o encerramento do site original, um grupo de pessoas que afirmam se dedicar à continuidade do isoHunt trouxe um clone quase idêntico do site original on-line, acessível via isohunt.to. O ex-funcionário da isoHunt original deixou claro que a equipe por trás do isohunt.com não esteve envolvida de forma alguma na 'ressurreição' do isoHunt.
Outro site, isohunt.ee, também foi relatado como um clone não autorizado do site original.
O ArchiveTeam declarou que não é afiliado a nenhum espelho do isoHunt. Partes do site que eles conseguiram preservar foram carregadas no Internet Archive .

## OldPirateBay.org e The Open Bay

### OldPirateBay.org
Em 13 de dezembro de 2014, apenas 4 dias após um ataque da polícia sueca colocar o ThePirateBay.se offline, a equipe do isoHunt.to lançou um novo site, OldPirateBay.org, espelhando o conteúdo de um instantâneo recente do The Pirate Bay . É marcado com o estilo do isoHunt, apresentando um tema azul fantasmagórico e o logotipo do isoHunt. A equipe afirmou que teria o prazer de retirar sua cópia do site se e quando o Pirate Bay original voltasse online, o que ocorreu em 31 de janeiro de 2015.

### The Open Bay
Em 19 de dezembro de 2014, a isoHunt.to lançou uma ferramenta chamada The Open Bay em Openbay.isohunt.to, fornecendo código fonte original e ferramentas adicionais para permitir que os usuários implementem sua própria versão do site The Pirate Bay.